# Памятные монеты евро Кипра
Золотые и серебряные монеты евро Кипра — специальные монеты евро выпускаемые каждой страной Еврозоны, из золота и серебра, а также из других металлов. Кипр вошёл в Еврозону 1 января 2008 года. С этой даты Центральный банк Кипра начал выпуск национальных монет евро, также появились, и памятные монеты из золота и серебра.
Эти монеты принимают к оплате только на Кипре, в отличие от обычных монет евро выпускаемых на Кипре, которые являются законным платежным средством во всех странах еврозоны. Это означает, что коллекционные монеты из золота и серебра не могут быть использованы в качестве денег в других странах Еврозоны. Их рыночная цена значительно превышает их номинальную стоимость, эти монеты не предназначены для использования в качестве платежного средства, хотя это остается возможным. По этой причине, они обычно называются коллекционными монетами.
Коллекционные монеты евро Кипра посвящены годовщинам различных событий и историческим событиям. Иногда монеты посвящены текущим событиям имеющим важное значение для граждан Кипра. Кипр чеканит две вариации этих монет с 2008 года, из золота и серебра, номиналом от 5 и 20 евро.

## Таблица
С 3 ноября 2008, Кипр выпускает 2 вариации коллекционных монет евро. Эти монеты с высокой стоимостью не следует путать с памятными монетами 2 евро, которые являются монетами, предназначенными для использования и имеют юридический статус законного платёжного средства во всех странах еврозоны.
В следующей таблице показано количество монет, отчеканенных за год. В первом разделе, монеты сгруппированы по металлу, в то время как во второй части они сгруппированы по номиналу.
| Год                                                                                         | Выпущены                             |        | Металл  | Металл | Металл |     | Номинал монеты | Номинал монеты |
| Год                                                                                         | Выпущены                             | Золото | Серебро | Другие | €5     | €20 |                |                |
| 2008                                                                                        | 1                                    | –      | 1       | –      | 1      | –   |                |                |
| 2010                                                                                        | 2                                    | 1      | 1       | –      | 1      | 1   |                |                |
| Всего                                                                                       | 3                                    |        | 1       | 2      | -      |     | 2              | 1              |
| \| Монеты этого достоинства выпущены в этом году \| Монеты этого достоинства не выпущены \| |                                      |        |         |        |        |     |                |                |
| Монеты этого достоинства выпущены в этом году                                               | Монеты этого достоинства не выпущены |        |         |        |        |     |                |                |

## Монеты 2008 года
| | Вступление Кипра в Еврозону |                                |                                                      |
| Дизайнер: Николас Лукас | Дизайнер: Николас Лукас     | Монетный двор: Mint of Finland | Монетный двор: Mint of Finland                       |
| Номинал: €5 | Металл: Ag 925 (серебро)    | Тираж: 15 000                  | Качество: Proof                                      |
| Выпущена: 2008 | Диаметр: 38,61 мм           | Вес: 28,28 г                   | Цена при выпуске монеты : €38 Рыночная цена: €43-€49 |
| На аверсе монеты изображён герб Кипра. Текст на греческом языке (греч. Η ένταξη της Κύπρου στην ΟΝΕ 2008 — рус. Вступление Кипра в Еврозону), (Вступление Кипра в еврозону в 2008 году). На реверсе монеты Кипр аллегорически лежит внутри европейского кольца, Европа на карте очень изменена в размерах. |                             |                                |                                                      |

## Монеты 2010 года

### Золотые
| | 50-я годовщина независимости республики Кипр |                                      |                                      |
| Дизайнер: Клара Захараки-Георгиу | Дизайнер: Клара Захараки-Георгиу             | Монетный двор: Bank of Greece / Mint | Монетный двор: Bank of Greece / Mint |
| Номинал: €20 | Металл: золото 971 пробы                     | Тираж: 750                           | Качество: Proof                      |
| Выпущена: 2010 | Диаметр: 22,05 мм                            | Вес:: 7,98 г                         | Цена при выпуске монеты: €500        |
| Аверс: Герб Республики Кипр, которая совпадает с эмблемой Центрального банка Кипра, выгравирована надпись «ΚΥΠΡΙΑΚΗ ΔΗΜΟΚΡΑΤΙΑ» и «KIBRIS CUMHURİYETİ» и даты «1960-2010». Реверс: Стилизованное дерево с ветвями, на котором сидит голубь. Также стоит номинал «€ 20». |                                              |                                      |                                      |

### Серебряные
| | 50-я годовщина независимости республики Кипр |                                      |                                      |
| Дизайнер: Клара Захараки-Георгиу | Дизайнер: Клара Захараки-Георгиу             | Монетный двор: Bank of Greece / Mint | Монетный двор: Bank of Greece / Mint |
| Номинал: €5 | Металл: Ag 925 (серебро)                     | Тираж: 5 000                         | Качество: Proof                      |
| Выпущена: 2010 | Диаметр: 38,61 мм                            | Вес:: 28,28 г                        | Цена при выпуске монеты: €40         |
| Аверс: Герб Республики Кипр, которая совпадает с эмблемой Центрального банка Кипра, выгравирована надпись «ΚΥΠΡΙΑΚΗ ΔΗΜΟΚΡΑΤΙΑ» и «KIBRIS CUMHURİYETİ» и даты «1960-2010». Реверс: Стилизованное дерево с ветвями, на котором сидит голубь. Также стоит номинал «€ 5». |                                              |                                      |                                      |

## Монеты 2012 года
| | Председательство Кипра в Евросоюзе |                                     |                                              |
| Дизайнер: Иоханна Кали | Дизайнер: Иоханна Кали             | Монетный двор: Монетный двор Греции | Монетный двор: Монетный двор Греции          |
| Номинал: €5 | Металл: Ag 925 (серебро)           | Тираж: 8.000                        | Качество: Proof                              |
| Выпущена: 9 июля 2012 г. | Диаметр: 38,61 мм                  | Вес: 28,28 г                        | Цена при выпуске монеты : €38 Рыночная цена: |
| На аверсе монеты изображён герб Кипра. Герб расположен внутри волнистого круга изображающего Средиземное море. Текст на трёх языках Cyprus Κyproς Kıbrıs — Кипр. На реверсе монеты гравировка знаменитого лефкарийского кружева (лефкаритика), является частью наследия ЮНЕСКО, оно находится внутри волнистого круга идентичного изображённому на аверсе. По ободу монеты полукругом расположены 12 звёзд Евросоюза. В нижней части расположен номинал монеты — «€5», а также надпись — «Cyprus EU Presidency». |                                    |                                     |                                              |